# Saint-Cyprien (Corrèze)
Saint-Cyprien is een gemeente in het Franse departement Corrèze (regio Nouvelle-Aquitaine) en telt 254 inwoners (2004). De plaats maakt deel uit van het arrondissement Brive-la-Gaillarde.

## Geografie
De oppervlakte van Saint-Cyprien bedraagt 7,8 km², de bevolkingsdichtheid is 32,6 inwoners per km².
De onderstaande kaart toont de ligging van Saint-Cyprien (Corrèze) met de belangrijkste infrastructuur en aangrenzende gemeenten.

## Demografie
Onderstaande figuur toont het verloop van het inwonertal (bron: INSEE-tellingen).